# Xeropteryx simplicior
Xeropteryx simplicior là một loài bướm đêm trong họ Geometridae.